# Craig Brackins
Craig Lee Brackins (ur. 9 października 1987 w Lancaster) – amerykański koszykarz, występujący na pozycji skrzydłowego, aktualnie zawodnik Koshigaya Alphas.
28 lipca 2017 został zawodnikiem japońskiego Nagoja Diamond Dolphins.
9 listopada 2019 dołączył po raz drugi w karierze do japońskiego Shiga Lakestars. 3 lipca 2020 zawarł umowę z Koshigaya Alphas.

## Osiągnięcia
Stan na 8 lipca 2020, na podstawie, o ile nie zaznaczono inaczej.
NCAA
- Zaliczony do:
  - I składu:
    - Big 12 (2009)
    - zawodników Big 12, którzy poczynili największy postęp (2009)

  - II składu Big 12 (2010)

Drużynowe
- Wicemistrz Polski (2014)
- Finalista superpucharu Polski (2013/14)
- Uczestnik:
  - pucharu Polski (2014)
  - rozgrywek Euroligi (2013/14)

Indywidualne
- Zaliczony do składu honorable mention NBL (II ligi chińskiej – 2016 przez asia-basket.com)[1]

Reprezentacja
- Brązowy medalista uniwersjady (2009)[5]